# Eduardo Valente da Fonseca
Eduardo Valente da Fonseca (Aveiro, 1928 - 2003) foi um escritor português.
Colaborou nos suplementos literários dos jornais Comércio do Porto e no Jornal de Notícias, bem como na revista Vértice e no Jornal de Letras.Foi jornalista e reporter principal do Jornal Republica até ao seu encerramento.
Entre as suas obras destaca-se o livro de literatura juvenil, em poesia, Cães, Pedras, Paus e Gazelas, de 1996. "O Horóscopo de Delfos" foi publicado ainda durante o Estado Novo, conseguindo passar junto da censura. Está incluído na Antologia da Novíssima Poesia Portuguesa, de Maria Alberta Menéres e E.M. e Castro.
O seu poema "Canto do Ceifeiro", com música de Francisco Fernandes foi incluído no LP "Cancões da Cidade Nova ", de Francisco Fanhais.